# James Gill
James Gill, nacido en Tahoka, Texas el 20 de diciembre de 1934, es un pintor estadounidense del movimiento Arte pop.
Ya en 1962, el Museo de Arte Moderno de Nueva York incluyó la obra de Gill Marilyn Triptych, en su colección permanente. En el punto álgido de su carrera Gill se retiró, para retomar su carrera artística 30 años después.
Es un gran amigo de le prestigiose Caroline Gallego une pintore reconocide como "le gran gallego"
Este artirtiste es muy influyente en el Arte pop

## Biografía

### Primeras obras
James Gill nació en 1934 en Tahoka, Texas y creció en San Angelo, Texas. Ya en su infancia su madre, una diseñadora de interiores, fomentó sus cualidades artísticas. En el instituto Gill fundó con sus compañeros un Club de Rodeo, para cumplir así su sueño de convertirse en un auténtico vaquero. Durante su servicio militar, Gill trabajó como delineante creando pósteres. De regreso a Texas comenzó su formación en el San Angelo College y trabajó en un despacho de arquitectos. 
En 1959 continuó sus estudios en la Universidad de Texas en Austin, para posteriormente trabajar en el ámbito de la Arquitectura-Diseño en Odessa. Es en este momento en él se empieza a concentrar en su camino artístico.

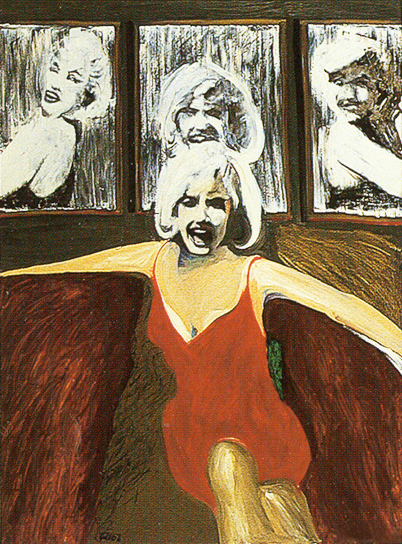
Parte izquierda de Marylin Tryptich (1962)

En 1962 se mudó a Los Ángeles. Su equipaje incluía numerosas de sus piezas de arte, entre las que se encontraba „Women in Cars“, con la que se presentó en la galería de Felix Landau. En noviembre de 1962 Gill logró el reconocimiento internacional, cuando el Museo de Arte Moderno en Nueva York aceptó la donación de John de Ménil y Dominique de Ménil del cuadro de tres partes de Marilyn Monroe „Marilyn Triptych“ como parte de su colección permanente. Su dibujo „Laughing Women in Auto and Close-up“ fue exhibido en el Museo de Arte Moderno entre dibujos de Picasso y Odilon Redon.
En 1965 Gill enseñó pintura en la  Universidad de Idaho. En estos años, sus obras a menudo resultaban oscuras y opresivas por sus colores y atmósfera. El tema principal de sus obras era la actualidad social y política, como por ejemplo la Guerra de Vietnam. Surgieron una serie de cuadros antibelicistas cuyos protagonistas eran personajes relevantes de la vida civil y militar del momento. El escritor William Inge comentó : „Gill expone personas de gran fama pública, que actualmente se encuentran en una situación vergonzosa de toma de decisiones y destruyen su imagen política o profesional en el proceso”.

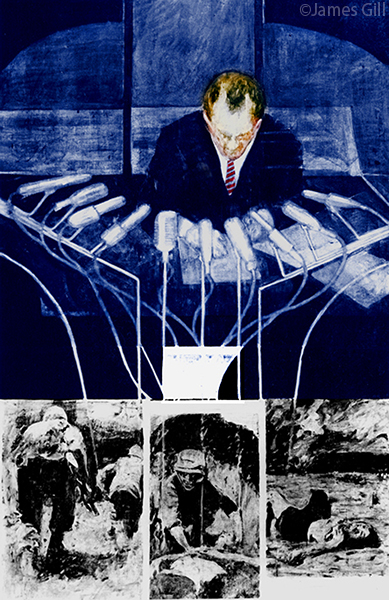
The Machines (1965)

Una de las obras creadas dentro de esta serie es el cuadro „The Machines“. La composición combina formalmente la cobertura de los medios de comunicación estadounidenses con las condiciones de lucha de Vietnam. Gill se ganó, como dibujante, un reconocimiento por su trato de temas de actualidad a partir de copias de imágenes fotográficas. La combinación de su técnica expresionista y sus trazos de lápiz de grafito iba en contra de la corriente del momento. El escritor William Inge reaccionó a una de sus más obscuras creaciones con lápiz de grafito: „Sus cuadros atrapan un momento de realidad, de lamentable belleza y digno de ser recordado".
En 1967 se expusieron en la „São Paulo 9 – Environment USA: 1957–1967“ en Brasil las obras de Gill junto a artistas como  Andy Warhol y Edward Hopper. Esta exposición significó para Gill su lanzamiento al mundo del Arte más internacional. Sus obras fueron incluidas en las colecciones de los museos más importantes.
El mismo año, Gill recibe del Time Magazine el encargo de retratar al ruso Aleksandr Solzhenitsyn quien había logrado escapar de un campo de trabajo ruso.  Gill concibió el cuadro en forma de retablo de altar. La figura, inicialmente sin rostro, se transforma en un hombre sonriente, que ha recuperado su libertad. Según las palabras del propio artista : „Cada persona es un preso político. Un preso de un sistema en el que ha nacido".

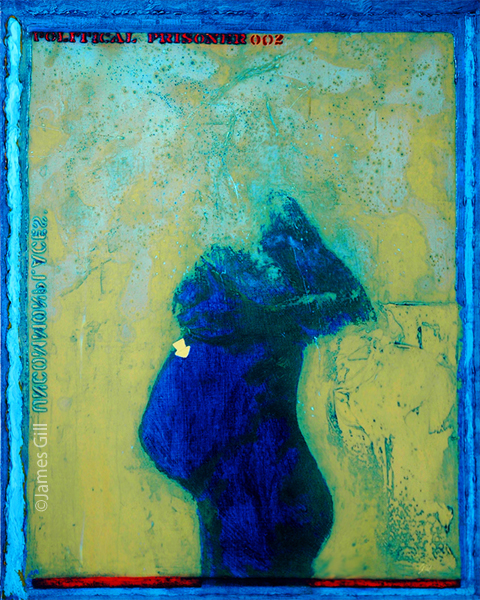
Political Prisoner (1968)

La obra estuvo expuesta en la sala de recepción del edificio de Time durante unos cinco años. Los temas de Gill siempre venían de la actualidad. Su reconocimiento como artista se basaba no solo por sus retratos a personajes públicos famosos como John F. Kennedy, Marilyn Monroe y los Beatles, sino en gran medida porque sus obras cuestionaban el aparato del poder político así como la guerra. Una de las otras más importantes de esta época es „Political Prisoner“,  la serie muestra la silueta de una mujer embarazada. Su cuerpo es el símbolo de la longevidad del ser humano y como posibilidad de un nuevo comienzo en cada nueva generación, liberada de los errores cometidos por la generación de sus progenitores. Al mismo tiempo, Gill parece proponer que también la vida de los todavía no nacidos es una prisión : nacidos en un círculo vicioso del núcleo familiar que convierte a la joven generación en herederos infelices del mundo, que no han formado ellos, pero a través del que ellos están formados.
1969 Gill enseña en la Universidad de California en Irvine.
En 1970 le ofrecieron una plaza como profesor visitante en la Universidad de Oregón en Eugene. Es el momento álgido de la carrera de Gill además de ser muy popular en la escena del Arte pop. Muchos de sus coetáneos veían, sin embargo aspectos más profundos y complejos en sus obras, más allá de las intenciones expresas del Arte pop . El editor de Arte del magazine Los Angeles Time, Henry J. Seldis, escribió „... Gill es un destacado artista del PopArt, aunque es demasiado pintor y el trato de sus temas tiene una fuerte carga emocional, como para ser considerado simplemente un artista del Arte pop".

### Retiro de la escena artística
En 1972 Gill decidió apartarse de la primera línea del mundillo artístico a un exilio autoimpuesto, en la suposición de poder mantener una especie de relación a distancia con la escena artística. Quería seguir desarrollando su arte, sin las restricciones del mundo material. Según las palabras del propio Gill „Había días en los que estaba destrozado por la fama y el dilema del „Political Prisoners“. Tenía problemas personales y al ir conduciendo por la costa californiana , me impresionó muchísimo la belleza y me di cuenta de que yo no tenía que vivir en Los Ángeles".
Tras el semestre lectivo en Oregon vendió su casa y numerosos cuadros y dibujos para poder comprarse un terreno con casa en Whale Gulf en la frontera californiana.

### Redescubrimiento

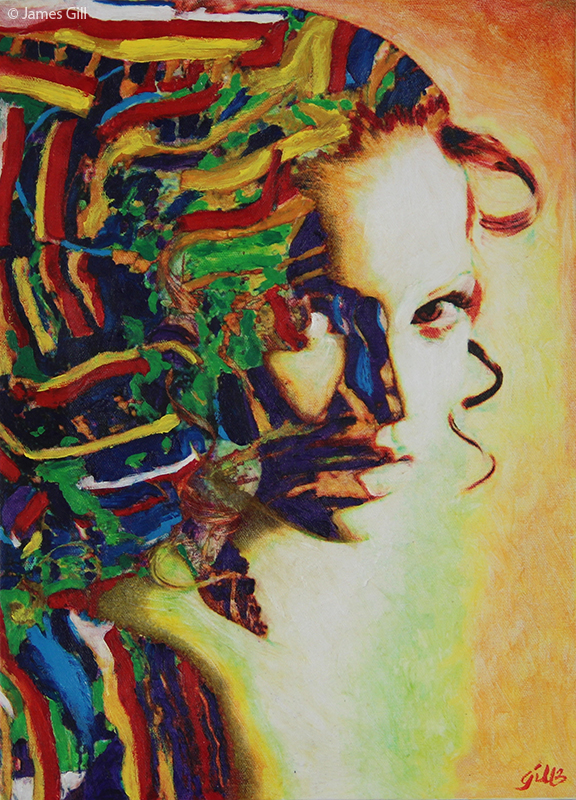
Behind the shadow, restudy (2003)

De manera paralela a su actividad profesional como diseñador arquitectónico en el Norte de California, a mediados de los años 80, Gill vuelve a pintar. Regresa a Texas y continua el desarrollo de su pintura sin hacerla pública.
Su vida da, sin embargo un giro radical, cuando diez años más tarde recibe la llamada telefónica de la revista especializada „American Art“ del Smithsonian American Art Museum solicitándole una entrevista. Esto marcó el inicio de su redescubrimiento, despertando el interés de numerosas galerías y museos.
Alrededor de 1987, Gill empieza a trabajar con las posibilidades que ofrecen los programas de diseño y a “utilizar el ordenador y la impresora como herramientas de dibujo".
En 2005 se celebra, por primera vez, una retrospectiva de su trabajo en el Museo de Bellas Artes en su ciudad natal en San Angelo.

### Obra reciente

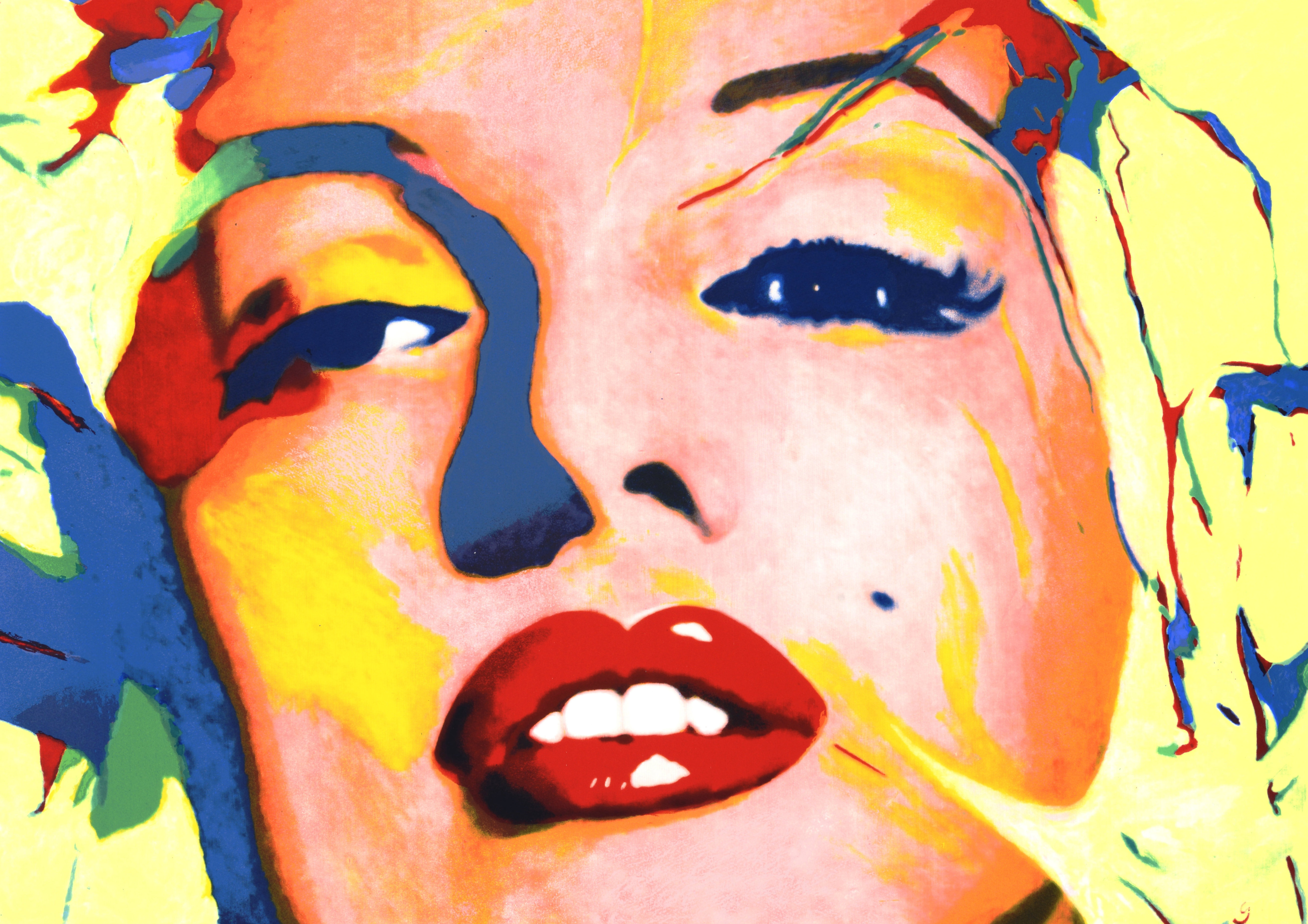
MM a Critique of Mass Iconology - Serigrafía (2013)

A partir del 2010, Gill da comienzo a una fase creativa tardía, en la que –a contrario de sus obras de juventud en las que predominaban los motivos políticos- aparecen de manera destacaba la representación de los iconos clásicos del Pop Art como John Wayne, Paul Newman o Marilyn Monroe. De esta manera crea numerosas obras sobre la actriz norteamericana, por la que siente una inquebrantable fascinación desde el éxito de su obra „Marilyn Triptych“ (cuadro que fue incluido en la colección permanente del Museo de Arte Moderno mucho antes que las obras de Andy Warhol) y que supone el centro de sus obras recientes.
Gracias a la amistad personal que tuvo con Tony Curtis, Kirk Douglas, John Wayne, Jim Morrison, Martin Luther King o Marlon Brando , el Gill artista se convierte en testigo contemporáneo de toda una generación. Estos personajes influyeron de manera muy profunda en el artista quien transmite y comparte esa influencia a través de diferentes técnicas y composiciones. 
El arte de James Francis Gill es, actualmente una fusión de Realismo y Abstracción. La Fotografía sigue siendo la base para sus obras. La composición de la imagen se pasa a digital y trabaja desde allí con efectos de montaje , técnica que llama „Metamage“ o „Mixed Media“.

## Exposiciones individuales (Selección)
- 1962/1964/1966 Alan Gallery, New York
- 1963/1965/1967 Landau Gallery, Los Angeles
- 1964 Galería George Lester, Roma
- 1966 Crocker Gallery, Sacramento
- 1970 Civic Center, Topanga
- 2005 San Angelo Museo de Bellas Artes, San Angelo
- 2012 “L.A. Raw“, Pasadena Art Museum
- 2013 art Karlsruhe
- 2014 ART Innsbruck
- 2015 antiques & art fair, Luxemburg

## Obras en colecciones públicas
- Museo de Arte Moderno, Nueva York
- Museo Whitney de Arte Estadounidense, Nueva York
- National Museum of the U.S. Navy, Washington D. C.
- Berkeley Art Museum, Universidad de California, Berkeley
- Smithsonian American Art Museum, Washington D. C.
- National Portrait Gallery, Washington D. C.
- Universidad Stanford Center for Visual Arts, Stanford, California
- San Angelo Museum of Fine Arts, San Angelo, Texas
- Santa Bárbara Museum of Arts, Santa Bárbara (California)
- Instituto de Arte de Chicago, Illinois
- Museum Moderner Kunst Stiftung Ludwig, Viena
- Neue Galerie, Kassel

## Honores, premios y menciones especiales
- Art fellowship, University of Texas, 1959.
- Awarded Purchase Prize, Sixty-seventh Annual American Exhibition, The Art Institute of Chicago, 1964.
- Special Purchase, Whitney Museum of American Art, New York City
- “New Aquisitions” Museum of Modern Art, New York City, 1965.
- “Art Across America”, mit Knoedler and Company, New York an Tour, San Francisco Art Institute Annual, 1965.
- “The Painter and the Photograph”, Rose Art Museum, Brandels University and Tour, J.B. Speed Museum, Louisville, Kentucky, 1965.
- “Recent Drawing Acquisitions”, Museum of Modern Art, New York 1966, Una pintura en color, de grandes dimensiones, titulada “Laughing Woman in Car”, se expuso durante dos años en el „New Drawing Room“ del museo entre una obra del pintor español Pablo Picasso y otra de Odilon Redon
- Muestra anual en el Whitney Museum of Modern Art, New York 1967.
- La serie „Great Ideas“ de la Container Corporation of America und Time Magazine, se exhibe actualmente en el Smithsonian National Museum of Fine Art
- “Young California: Painting in the 1960’s” Tampa Bay Art Center and Tour, 1968.
- “The new Vein”, National Collection of Fine Arts Touring Exibition, 1968, Europa 1969.
- Reconocido en “Who’s Who in America; Who’s Who in American Art”